# WTA Tour 2020
Die WTA Tour 2020 war der 50. Jahrgang der Damentennis-Turnierserie, die von der Women’s Tennis Association ausgetragen wurde.
Der Teamwettbewerb Fed Cup wurde wie die Grand-Slam-Turniere nicht von der WTA, sondern von der ITF organisiert. Hier wurden sie dennoch aufgeführt, da die Spitzenspielerinnen in der Regel auch dieses Turnier spielten.
Zu einer größeren Unterbrechung des Spielbetriebs kam es aufgrund der COVID-19-Pandemie. Von Mitte März bis Ende Juli wurden alle Turniere entweder abgesagt oder verschoben. Am 17. Juni 2020 präsentierte die WTA einen vorläufigen überarbeiteten Turnierkalender für die Restsaison, der die Wiederaufnahme des Spielbetriebs mit den Turnieren in Palermo für Anfang August vorsah.

## Tourinformationen

### Änderungen
Gegenüber 2019 erfuhr der Turnierkalender die folgenden Änderungen:
- Die Turniere WTA Budapest, WTA Sydney, WTA Taschkent, WTA Lugano, WTA Nürnberg und WTA Mallorca waren nicht mehr Teil der Tour.
- Die Turniere WTA Bad Homburg, WTA Lyon und WTA Ostrava waren neu im Turnierkalender. Das Turnier in Ostrava entstand erst im Laufe des Jahres durch die vielen Turnierausfälle.
- Die Turniere WTA Adelaide und WTA Berlin waren wieder zurück im Turnierkalender.
- Die Turniere WTA Doha und WTA Dubai tauschten wieder die Kategorien.

Wegen der COVID-19-Pandemie wurden mehrere Turniere der WTA Tour abgesagt, unter anderem Indian Wells, die Miami Open, das Turnier in Charleston und jenes in Bogotá.

## Turnierplan
| Kategorie              |
| ---------------------- |
| Grand Slam             |
| Jahresendveranstaltung |
| Premier Mandatory      |
| Premier 5              |
| Premier                |
| International          |

| Sonstige          |
| ----------------- |
| Fed Cup           |
| Olympische Spiele |

Erklärungen

Die Zeichenfolge von z. B. 128E/96Q/64D/32M hat folgende Bedeutung:

128E = 128 Spielerinnen spielen im Einzel

96Q = 96 Spielerinnen spielen die Qualifikation im Einzel

64D = 64 Paarungen spielen im Doppel

32M = 32 Paarungen spielen im Mixed

### Januar
| Datum 1 | Turnier                                                                                          | Sieger(in)                            | Finalgegner(in)                    | Ergebnis          |
| ------- | ------------------------------------------------------------------------------------------------ | ------------------------------------- | ---------------------------------- | ----------------- |
| 06.01.  | Brisbane International Brisbane, Australien Premier – 1.434.900$ Hartplatz – 30E/32Q/16D         | Karolína Plíšková                     | Madison Keys                       | 6:4, 4:6, 7:5     |
| 06.01.  | Brisbane International Brisbane, Australien Premier – 1.434.900$ Hartplatz – 30E/32Q/16D         | Hsieh Su-wei Barbora Strýcová         | Ashleigh Barty Kiki Bertens        | 3:6, 7:67, [10:8] |
| 06.01.  | Shenzhen Open Shenzhen, Volksrepublik China International – 651.750 $ Hartplatz – 32E/16Q/16D    | Jekaterina Alexandrowa                | Jelena Rybakina                    | 6:4, 6:2          |
| 06.01.  | Shenzhen Open Shenzhen, Volksrepublik China International – 651.750 $ Hartplatz – 32E/16Q/16D    | Barbora Krejčíková Kateřina Siniaková | Duan Yingying Zheng Saisai         | 6:2, 3:6, [10:4]  |
| 06.01.  | ASB Classic Auckland, Neuseeland International – 251.750 $ Hartplatz – 32E/32Q/16D               | Serena Williams                       | Jessica Pegula                     | 6:3, 6:4          |
| 06.01.  | ASB Classic Auckland, Neuseeland International – 251.750 $ Hartplatz – 32E/32Q/16D               | Asia Muhammad Taylor Townsend         | Serena Williams Caroline Wozniacki | 6:4, 6:4          |
| 13.01.  | Adelaide International Adelaide, Australien Premier – 782.900 $ Hartplatz – 30E/24Q/16D          | Ashleigh Barty                        | Dajana Jastremska                  | 6:2, 7:5          |
| 13.01.  | Adelaide International Adelaide, Australien Premier – 782.900 $ Hartplatz – 30E/24Q/16D          | Nicole Melichar Xu Yifan              | Gabriela Dabrowski Darija Jurak    | 2:6, 7:5, [10:5]  |
| 13.01.  | Hobart International Hobart, Australien International – 251.750 $ Hartplatz – 32E/24Q/16D        | Jelena Rybakina                       | Zhang Shuai                        | 7:67, 6:3         |
| 13.01.  | Hobart International Hobart, Australien International – 251.750 $ Hartplatz – 32E/24Q/16D        | Nadija Kitschenok Sania Mirza         | Peng Shuai Zhang Shuai             | 6:4, 6:4          |
| 20.01.  | Australian Open Melbourne, Australien Grand Slam – 71.000.000 AU-$ Hartplatz – 128E/128Q/64D/32M | Sofia Kenin                           | Garbiñe Muguruza                   | 4:6, 6:2, 6:2     |
| 20.01.  | Australian Open Melbourne, Australien Grand Slam – 71.000.000 AU-$ Hartplatz – 128E/128Q/64D/32M | Tímea Babos Kristina Mladenovic       | Hsieh Su-wei Barbora Strýcová      | 6:2, 6:1          |
| 20.01.  | Australian Open Melbourne, Australien Grand Slam – 71.000.000 AU-$ Hartplatz – 128E/128Q/64D/32M | Barbora Krejčíková Nikola Mektić      | Bethanie Mattek-Sands Jamie Murray | 5:7, 6:4, [10:1]  |

### Februar
| Datum 1 | Turnier | Siegerin                                                                         | Finalgegnerin                                                                          | Ergebnis         |
| ------- | --- | -------------------------------------------------------------------------------- | -------------------------------------------------------------------------------------- | ---------------- |
| 03.02.  | Fed Cup, Qualifikation Everett, Vereinigte Staaten Den Haag, Niederlande Cluj-Napoca, Rumänien Florianópolis, Brasilien Cartagena, Spanien Biel/Bienne, Schweiz Kortrijk, Belgien Bratislava, Slowakei | Vereinigte Staaten Belarus Russland Deutschland Spanien Schweiz Belgien Slowakei | Lettland Niederlande Rumänien Brasilien Japan Kanada Kasachstan Vereinigtes Königreich | 3:2 4:0 3:1      |
| 10.02.  | St. Petersburg Ladies Trophy St. Petersburg, Russland Premier – 782.900 $ Hartplatz (Halle) – 28E/32Q/16D                                                                                              | Kiki Bertens                                                                     | Jelena Rybakina                                                                        | 6:1, 6:3         |
| 10.02.  | St. Petersburg Ladies Trophy St. Petersburg, Russland Premier – 782.900 $ Hartplatz (Halle) – 28E/32Q/16D                                                                                              | Shūko Aoyama Ena Shibahara                                                       | Kaitlyn Christian Alexa Guarachi                                                       | 4:6, 6:0, [10:3] |
| 10.02.  | GSB Thailand Open Hua Hin, Thailand International – 251.750 $ Hartplatz – 32E/24Q/16D | Magda Linette                                                                    | Leonie Küng                                                                            | 6:3, 6:2         |
| 10.02.  | GSB Thailand Open Hua Hin, Thailand International – 251.750 $ Hartplatz – 32E/24Q/16D | Arina Rodionova Storm Sanders                                                    | Barbara Haas Ellen Perez                                                               | 6:3, 6:3         |
| 17.02.  | Dubai Duty Free Tennis Championships Dubai, Vereinigte Arabische Emirate Premier – 2.643.670 $ Hartplatz – 30E/48Q/28D                                                                                 | Simona Halep                                                                     | Jelena Rybakina                                                                        | 3:6, 6:3, 7:65   |
| 17.02.  | Dubai Duty Free Tennis Championships Dubai, Vereinigte Arabische Emirate Premier – 2.643.670 $ Hartplatz – 30E/48Q/28D                                                                                 | Hsieh Su-wei Barbora Strýcová                                                    | Barbora Krejčíková Zheng Saisai                                                        | 7:5, 3:6, [10:5] |
| 24.02.  | Qatar Total Open Doha, Katar Premier 5 – 2.939.695 $ Hartplatz – 56E/32Q/28D | Aryna Sabalenka                                                                  | Petra Kvitová                                                                          | 6:3, 6:3         |
| 24.02.  | Qatar Total Open Doha, Katar Premier 5 – 2.939.695 $ Hartplatz – 56E/32Q/28D | Hsieh Su-wei Barbora Strýcová                                                    | Gabriela Dabrowski Jeļena Ostapenko                                                    | 6:2, 5:7, [10:2] |
| 24.02.  | Abierto Mexicano TELCEL Acapulco, Mexiko International – 251.750 $ Hartplatz – 32E/24Q/16D | Heather Watson                                                                   | Leylah Annie Fernandez                                                                 | 6:4, 6:78, 6:1   |
| 24.02.  | Abierto Mexicano TELCEL Acapulco, Mexiko International – 251.750 $ Hartplatz – 32E/24Q/16D | Desirae Krawczyk Giuliana Olmos                                                  | Kateryna Bondarenko Sharon Fichman                                                     | 6:3, 7:65        |

### März
| Datum 1 | Turnier                                                                                   | Siegerin                           | Finalgegnerin                             | Ergebnis         |
| --- | ----------------------------------------------------------------------------------------- | ---------------------------------- | ----------------------------------------- | ---------------- |
| 02.03. | Open 6ème Sens Lyon, Frankreich International – 251.750 $ Hartplatz (Halle) – 32E/24Q/16D | Sofia Kenin                        | Anna-Lena Friedsam                        | 6:2, 4:6, 6:4    |
| 02.03. | Open 6ème Sens Lyon, Frankreich International – 251.750 $ Hartplatz (Halle) – 32E/24Q/16D | Laura-Ioana Paar Julia Wachaczyk   | Lesley Pattinama Kerkhove Bibiane Schoofs | 7:5, 6:4         |
| 02.03. | Abierto GNP Seguros Monterrey, Mexiko International – 251.750 $ Hartplatz – 32E/24Q/16D   | Elina Switolina                    | Marie Bouzková                            | 7:5, 4:6, 6:4    |
| 02.03. | Abierto GNP Seguros Monterrey, Mexiko International – 251.750 $ Hartplatz – 32E/24Q/16D   | Kateryna Bondarenko Sharon Fichman | Miyu Katō Wang Yafan                      | 4:6, 6:3, [10:7] |
| Die restlichen Turniere im März wurden aufgrund der COVID-19-Pandemie abgesagt, siehe ausgefallene oder verschobene Turniere. |                                                                                           |                                    |                                           |                  |

### April – Juli
Aufgrund der COVID-19-Pandemie wurden keine Turniere gespielt, siehe ausgefallene oder verschobene Turniere.

### August
| Datum 1 | Turnier                                                                                                   | Sieger(in)                       | Finalgegner(in)                         | Ergebnis         |
| ------- | --- | -------------------------------- | --------------------------------------- | ---------------- |
| 03.08.  | 31° Palermo Ladies Open Palermo, Italien International – 163.103 $ Sandplatz (rot) – 32E/32Q/16D          | Fiona Ferro                      | Anett Kontaveit                         | 6:2, 7:5         |
| 03.08.  | 31° Palermo Ladies Open Palermo, Italien International – 163.103 $ Sandplatz (rot) – 32E/32Q/16D          | Arantxa Rus Tamara Zidanšek      | Elisabetta Cocciaretto Martina Trevisan | 7:5, 7:5         |
| 10.08.  | Prague Open Prag, Tschechien International – 225.500 $ Sandplatz (rot) – 32E/32Q/16D                      | Simona Halep                     | Elise Mertens                           | 6:2, 7:5         |
| 10.08.  | Prague Open Prag, Tschechien International – 225.500 $ Sandplatz (rot) – 32E/32Q/16D                      | Lucie Hradecká Kristýna Plíšková | Monica Niculescu Raluca Olaru           | 6:2, 6:2         |
| 10.08.  | Top Seed Open Lexington, Vereinigte Staaten International – 225.500 $ Hartplatz – 32E/24Q/16D             | Jennifer Brady                   | Jil Teichmann                           | 6:3, 6:4         |
| 10.08.  | Top Seed Open Lexington, Vereinigte Staaten International – 225.500 $ Hartplatz – 32E/24Q/16D             | Hayley Carter Luisa Stefani      | Marie Bouzková Jil Teichmann            | 6:1, 7:5         |
| 24.08.  | Western & Southern Open New York City, Vereinigte Staaten Premier 5 – 2.250.829 $ Hartplatz – 56E/48Q/28D | Wiktoryja Asaranka               | Naomi Ōsaka                             | kampflos         |
| 24.08.  | Western & Southern Open New York City, Vereinigte Staaten Premier 5 – 2.250.829 $ Hartplatz – 56E/48Q/28D | Květa Peschke Demi Schuurs       | Nicole Melichar Xu Yifan                | 6:1, 4:6, [10:4] |
| 31.08.  | US Open New York City, Vereinigte Staaten Grand Slam – 53.402.000$ Hartplatz – 128E/32D                   | Naomi Ōsaka                      | Wiktoryja Asaranka                      | 1:6, 6:3, 6:3    |
| 31.08.  | US Open New York City, Vereinigte Staaten Grand Slam – 53.402.000$ Hartplatz – 128E/32D                   | Laura Siegemund Wera Swonarjowa  | Nicole Melichar Xu Yifan                | 6:4, 6:4         |

### September
| Datum 1 | Turnier | Siegerin                        | Finalgegnerin                   | Ergebnis         |
| ------- | --- | ------------------------------- | ------------------------------- | ---------------- |
| 07.09.  | TEB BNP Paribas Tennis Championship İstanbul Istanbul, Türkei International – 225.500 $ Sandplatz – 30E/16Q/16D | Patricia Maria Țig              | Eugenie Bouchard                | 2:6, 6:1, 7:64   |
| 07.09.  | TEB BNP Paribas Tennis Championship İstanbul Istanbul, Türkei International – 225.500 $ Sandplatz – 30E/16Q/16D | Alexa Guarachi Desirae Krawczyk | Ellen Perez Storm Sanders       | 6:1, 6:3         |
| 14.09.  | Internazionali BNL d’Italia Rom, Italien Premier 5 – 1.692.169 € Sandplatz (rot) – 56E/28Q/28D                  | Simona Halep                    | Karolína Plíšková               | 6:0, 2:1 Aufgabe |
| 14.09.  | Internazionali BNL d’Italia Rom, Italien Premier 5 – 1.692.169 € Sandplatz (rot) – 56E/28Q/28D                  | Hsieh Su-wei Barbora Strýcová   | Anna-Lena Friedsam Raluca Olaru | 6:2, 6:2         |
| 21.09.  | Internationaux de Strasbourg Straßburg, Frankreich International – 225.500 € Sandplatz (rot) – 30E/8Q/15D       | Elina Switolina                 | Jelena Rybakina                 | 6:4, 1:6, 6:2    |
| 21.09.  | Internationaux de Strasbourg Straßburg, Frankreich International – 225.500 € Sandplatz (rot) – 30E/8Q/15D       | Nicole Melichar Demi Schuurs    | Hayley Carter Luisa Stefani     | 6:4, 6:3         |
| 28.09.  | Roland Garros Paris, Frankreich Grand Slam – € Sandplatz (rot) – 128E/96Q/64D                                   | Iga Świątek                     | Sofia Kenin                     | 6:4, 6:1         |
| 28.09.  | Roland Garros Paris, Frankreich Grand Slam – € Sandplatz (rot) – 128E/96Q/64D                                   | Tímea Babos Kristina Mladenovic | Alexa Guarachi Desirae Krawczyk | 6:4, 7:5         |

### Oktober
| Datum 1 | Turnier                                                                                        | Siegerin                      | Finalgegnerin                    | Ergebnis |
| ------- | ---------------------------------------------------------------------------------------------- | ----------------------------- | -------------------------------- | -------- |
| 19.10.  | J&T Banka Ostrava Open Ostrava, Tschechien Premier – 593.600 $ Hartplatz (Halle) – 28E/24Q/16D | Aryna Sabalenka               | Wiktoryja Asaranka               | 6:2, 6:2 |
| 19.10.  | J&T Banka Ostrava Open Ostrava, Tschechien Premier – 593.600 $ Hartplatz (Halle) – 28E/24Q/16D | Elise Mertens Aryna Sabalenka | Gabriela Dabrowski Luisa Stefani | 6:1, 6:3 |

### November
| Datum 1 | Turnier                                                                                              | Siegerin                    | Finalgegnerin                     | Ergebnis |
| ------- | --- | --------------------------- | --------------------------------- | -------- |
| 09.11.  | Upper Austria Ladies Linz Linz, Österreich International – 225.500 $ Hartplatz (Halle) – 32E/24Q/16D | Aryna Sabalenka             | Elise Mertens                     | 7:5, 6:2 |
| 09.11.  | Upper Austria Ladies Linz Linz, Österreich International – 225.500 $ Hartplatz (Halle) – 32E/24Q/16D | Arantxa Rus Tamara Zidanšek | Lucie Hradecká Kateřina Siniaková | 6:3, 6:4 |

### Ausgefallene oder verschobene Turniere
Von der COVID-19-Pandemie waren auch viele WTA-Turniere betroffen. Folgende Turniere wurden deshalb verschoben oder abgesagt.
| Datum 1 | Turnier | Status |
| ------- | --- | --- |
| 09.03.  | BNP Paribas Open Indian Wells, Vereinigte Staaten Premier Mandatory – $ Hartplatz – 96E/48Q/32D                      | abgesagt |
| 23.03.  | Miami Open Miami, Vereinigte Staaten Premier Mandatory – $ Hartplatz – 96E/48Q/32D                                   | abgesagt |
| 06.04   | Volvo Car Open Charleston, Vereinigte Staaten Premier – 782.900 $ Sandplatz (grün) – 56E/32Q/16D                     | Das Turnier wurde als Credit One Bank Invitational vom 23.06. bis 28.06. in ein Ausstellungsturnier für die Tennis Channel Re(Open) Series als Spendenmarathon für das örtliche Krankenhaus umgewandelt. |
| 06.04   | Claro Open Colsanitas Bogotá, Kolumbien International – 251.750 $ Sandplatz (rot) – 32E/24Q/14D                      | abgesagt |
| 13.04.  | Fed Cup, Finale Budapest, Ungarn Sandplatz (rot) (Halle)                                                             | soll vom 13. bis 18. April 2021 stattfinden |
| 20.04.  | Porsche Tennis Grand Prix Stuttgart, Deutschland Premier – $ Sandplatz (rot) (Halle) – 28E/32Q/16D                   | abgesagt |
| 20.04.  | İstanbul Open Istanbul, Türkei International – 251.750 $ Sandplatz (rot) – 32E/24Q/16D                               | abgesagt |
| 27.04.  | Prague Open Prag, Tschechien International – 251.750 $ Sandplatz (rot) – 32E/32Q/16D                                 | verschoben auf August |
| 04.05.  | Mutua Madrid Open Madrid, Spanien Premier Mandatory – $ Sandplatz (rot) – 64E/32Q/28D                                | Erst wurde es aufgeschoben und dann auf Mitte September verschoben. Am 4. August 2020 wurde es endgültig abgesagt.                                                                                       |
| 11.05.  | Internazionali BNL d’Italia Rom, Italien Premier 5 – $ Sandplatz (rot) – 56E/32Q/28D                                 | abgesagt oder verschoben |
| 18.05.  | Internationaux de Strasbourg Straßburg, Frankreich International – 251.750 $ Sandplatz (rot) – 32E/24Q/16D           | abgesagt oder verschoben |
| 18.05.  | Grand Prix de SAR La Princesse Lalla Meryem Rabat, Marokko International – 251.750 $ Sandplatz (rot) – 32E/24Q/16D   | abgesagt oder verschoben |
| 25.05.  | Roland Garros Paris, Frankreich Grand Slam – € Sandplatz (rot) – 128E/96Q/64D/32M                                    | abgesagt oder verschoben |
| 08.06.  | Nature Valley Open Nottingham, Großbritannien International – 251.750 $ Rasen – 32E/24Q/16D                          | abgesagt |
| 08.06.  | Libéma Open ’s-Hertogenbosch, Niederlande International – 251.750 $ Rasen – 32E/24Q/16D                              | abgesagt |
| 15.06.  | Bett1 Open Berlin, Deutschland Premier – $ Rasen – 32E/24Q/16D                                                       | abgesagt |
| 15.06.  | Nature Valley Classic Birmingham, Großbritannien International – 251.750 $ Rasen – 32E/24Q/16D                       | abgesagt |
| 22.06.  | Nature Valley International Eastbourne, Großbritannien Premier – $ Rasen – E/Q/D                                     | abgesagt |
| 22.06.  | Bad Homburg Open Bad Homburg, Deutschland International – 251.750 $ Rasen – E/Q/D                                    | abgesagt |
| 29.06.  | Wimbledon Championships London, Großbritannien Grand Slam – £ Rasen – 128E/96Q/64D/32M                               | abgesagt |
| 13.07.  | Bucharest Open Bukarest, Rumänien International – 251.750 $ Sandplatz (rot) – 32E/24Q/16D                            | abgesagt |
| 13.07.  | Ladies Open Lausanne Lausanne, Schweiz International – 251.750 $ Sandplatz (rot) – 32E/24Q/16D                       | abgesagt |
| 20.07.  | Baltic Open Jūrmala, Lettland International – 251.750 $ Sandplatz (rot) – 32E/24Q/16D                                | abgesagt |
| 20.07.  | 31° Palermo Ladies Open Palermo, Italien International – 163.103 $ Sandplatz (rot) – 32E/32Q/16D                     | verschoben auf August |
| 29.07.  | Olympische Spiele Tokio Tokio, Japan Olympische Spiele Hartplatz – 64E/32D/16M                                       | verschoben auf Juli 2021 |
| 03.08.  | Citi Open Washington D.C., Vereinigte Staaten International – 251.750 $ Hartplatz – 32E/16Q/16D                      | abgesagt |
| 03.08.  | Mubadala Silicon Valley Classic San José, Vereinigte Staaten Premier – $ Hartplatz – 28E/16Q/16D                     | abgesagt |
| 10.08.  | Rogers Cup Montreal, Kanada Premier 5 – $ Hartplatz – 56E/48Q/28D                                                    | abgesagt |
| 17.08.  | Western & Southern Open Cincinnati, Vereinigte Staaten Premier 5 Hartplatz – 56E/48Q/28D                             | um eine Woche und nach New York City verschoben |
| 24.08.  | Albany Open Albany, Vereinigte Staaten International – 251.750 $ Hartplatz – 32E/24Q/16D                             | abgesagt |
| 14.09.  | Jiangxi Open Nanchang, Volksrepublik China International – 251.750 $ Hartplatz – 32E/24Q/16D                         | abgesagt |
| 14.09.  | Zhengzhou Open Zhengzhou, China Premier – $ Hartplatz – 28E/24Q/16D                                                  | abgesagt |
| 14.09.  | Hana-cupid Japan Women’s Open Hiroshima, Japan International – 251.750 $ Hartplatz – 32E/24Q/16D                     | abgesagt |
| 21.09.  | Toray Pan Pacific Open Tokio, Japan Premier – $ Hartplatz – 28E/24Q/16D                                              | abgesagt |
| 21.09.  | Guangzhou Open Guangzhou, China International – 451.750 $ Hartplatz – 32E/24Q/16D                                    | abgesagt |
| 21.09.  | Nana Bank Korea Open Seoul, Südkorea International – $ Hartplatz – 32E/24Q/16D                                       | abgesagt |
| 28.09.  | Wuhan Open Wuhan, Volksrepublik China Premier 5 – $ Hartplatz – 56E/32Q/16D                                          | abgesagt |
| 05.10.  | China Open Peking, China Premier Mandatory – $ Hartplatz – 60E/32Q/28D                                               | abgesagt |
| 12.10.  | Prudential Hong Kong Tennis Open Hongkong, China International – 251.750 $ Hartplatz – 32E/24Q/16D                   | abgesagt |
| 12.10.  | Tianjin Open Tianjin, China International – 251.750 $ Hartplatz – 32E/24Q/16D                                        | abgesagt |
| 12.10.  | Upper Austria Ladies Linz Linz, Österreich International – $ Hartplatz (Halle) – 32E/24Q/16D                         | verschoben auf November |
| 19.10.  | VTB Kremlin Cup Moskau, Russland Premier – $ Hartplatz (Halle) – 28E/24Q/16D                                         | abgesagt |
| 19.10.  | BGL BNP Paribas Luxembourg Open Stadt Luxemburg, Luxemburg International – 251.750 $ Hartplatz (Halle) – 32E/24Q/16D | abgesagt |
| 26.10.  | WTA Elite Trophy TBD Jahresendveranstaltung – $ Hartplatz – 12E/6D                                                   | abgesagt |
| 02.11.  | WTA Finals Shenzhen Shenzhen, China Jahresendveranstaltung – 14.000.000 $ Hartplatz (Halle) – 8E/8D                  | abgesagt |

## Rücktritte
Die folgenden Spielerinnen traten 2020 zurück:
- Jessica Moore – Januar 2020[19]
- Caroline Wozniacki – 24. Januar 2020[20][21]
- Jekaterina Makarowa – 28. Januar 2020[22]
- Johanna Larsson – 8. Februar 2020[23]
- Marija Scharapowa – 26. Februar 2020[24]
- Rika Fujiwara – 4. März 2020[25]
- Vania King – während der coronabedingten Pause[26]
- Anna Tatischwili – 26. März 2020[27]
- Jamie Hampton – 19. Mai 2020[28]
- Julia Görges – 21. Oktober 2020[29]
- Magdaléna Rybáriková – 29. Oktober 2020[30][31]